# 圓明寺 (熙川市)
圓明寺是位於朝鮮慈江道熙川市柳中里的一座佛寺。

## 來歷
圓明寺是在公元1042年在妙香山修築普賢寺時，在其周邊修建的360多棟佛教寺廟之一，由於建造它時正值明月當空，因此被訂名：「圓明寺」。

## 建築
圓明寺寺現存的建築物均在朝鮮王朝時代（公元1392年至1910年）之末期重修：
- 白華殿：是主體建築物，它是翼拱式建築，與其他佛寺不同的是內部為多間；
- 極樂殿
- 七星閣：涼亭
- 浮圖：僧侶的墓地。